# Stenotermia
La stenotermia (dal greco "steno" ossia "stretto" e "termia" = calore) indica la caratteristica di quegli esseri viventi che non sopportano brusche variazioni di temperatura. Il termine di significato opposto è euritermia.